# Djibril Diop Mambéty
Djibril Diop Mambéty (* Januar 1945 in Colobane, heute Stadtteil von Dakar; † 23. Juli 1998 in Paris) war ein senegalesischer Schauspieler und Regisseur.

## Leben
Mambéty war der Sohn eines islamischen Geistlichen aus der Volksgruppe der Lébou. Er absolvierte zunächst eine Schauspielausbildung und wirkte in senegalesischen und italienischen Filmen mit. 1969 drehte er den Kurzfilm „Contras'city“, im Jahr darauf den Spielfilm „Badou Boy“ über einen Straßenjungen in Dakar. Bereits sein erster Langspielfilm sorgte dafür, dass Mambétys Name künftig mit dem seines Landsmanns Ousmane Sembène im selben Atemzug genannt wurde. Für „Touki Bouki“ (1972) erhielt er den Preis der Kritik in Cannes. „Touki Bouki“ ist die phantasievoll erzählte Geschichte eines jungen Paares, das unbedingt nach Paris reisen möchte. Im gleichen Jahr hielt Mambéty sich längere Zeit in Rom auf, wo er unter anderem Pier Paolo Pasolini traf.
Es dauerte mehr als 15 Jahre, bis Mambéty seinen nächsten Film fertigstellte: Der Kurzfilm „Parlons Grand-mère“ (1989) wurde am Rand der Dreharbeiten von Idrissa Ouédraogos „Yaaba“ in Burkina Faso realisiert. Anfang der 1990er Jahre eröffnete Mambety in Dakar eine Schule: die „Foundation Yaadi Koone – Pour l'enfance et la nature“. 1992 drehte er „Hyènes“ nach Dürrenmatts „Der Besuch der alten Dame“. Die letzten Jahre waren dem Projekt der Trilogie „Histoires de petites gens“ gewidmet. Der erste Teil, „Le Franc“, wurde 1994 beim Filmfestival Locarno uraufgeführt; das Mittelstück, „La petite vendeuse de soleil“, ebenfalls 45 Minuten lang und ebenfalls in Dakar spielend, wurde 1999 postum aufgeführt. Djibril Diop-Mambéty starb am 23. Juli 1998 in Paris an Lungenkrebs.

## Filmografie
- 1969: Contras' City (Kurzfilm)
- 1970: Badou Boy
- 1973: Touki Bouki – Die Reise der Hyäne (Touki Boukik)[2]
- 1989: Parlons grand-mère (Kurzfilm)
- 1992: Hyänen (Hyènes)[3]
- 1995: Der Franc (Le Franc, Kurzfilm)[4]
- 1998: La Petite Vendeuse de soleil[5]